# Пролив Севергина
Пролив Севергина́ разделяет острова Харимкотан и Шиашкотан на юго-востоке Охотского моря в Сахалинской области России. Расстояние между разделяемыми островами примерно 29 км. Расположен в Большой гряде Курильских островов.
Назван в честь русского химика Василия Севергина.